# William Denny and Brothers
«Вильям Денни энд бразерс лимитед» (англ. William Denny and Brothers Limited) — шотландская судостроительная компания, существовавшая с 1840 по 1963 годы.

## История
Компания была основана Питером Денни в 1840 году в городе Дамбартон на реке Клайд.
Подразделение компании занималось производством различных типов судовых двигателей.
Компания была ликвидирована в 1963 году.

## Опытовый бассейн компании
Под впечатлением от работы знаменитого морского архитектора Уильяма Фруда компания в 1883 году создала первый в мире частный опытовый бассейн.
Бассейн использовался для испытаний как моделей кораблей, так и движителей — гребных винтов и колёс.
Бассейн также использовался для проведения экспериментов другими компаниями: так, верфь Harland and Wolff решила установить носовой бульб на строившийся лайнер «Canberra» после успешного испытания модели судна в опытовом бассейне.
После закрытия верфи опытовый бассейн перешёл в собственность компании «Vickers Shipbuilding and Engineering» и до начала 1980-х годов использовался для опытов с моделями подводных лодок.
В 1982 году бассейн был заново открыт как часть Шотландского морского музея и до сих пор время от времени используется для гидродинамических исследований и тестов.

## Корабли и суда построенные верфью
- 1869 — клипер «Катти Сарк» — судно закончено компанией после ликвидации её партнера — верфи Scott & Linton, начавшей строительство. В настоящее время — корабль-музей.
- 1893 — колёсный пароход-буксир "Лейтенант Малыгин" по заказу России[1]
- 1901 — пароход «Сэр Вальтер Скотт» — пароход до сих пор используется в качестве прогулочного судна на озере Лох-Катрин, Шотландия
- 1901 — пароход «King Edward» — первое коммерческое судно с паровой турбиной.
- 1926 — пароход «Delta Queen»
- 1926 — пароход «King George V»
- 1934 — пароход «Caledonia» — в 1939 пароход был переделан в тральщик и переименован в HMS Goatfell, после войны использовался как экскурсионный пароход и плавучий ресторан. Продан на слом в 1980 году.
- 1934 — эскадренный миноносец типа E HMS Echo
- 1934 — эскадренный миноносец типа E HMS Eclipse — затонул в 1943 году после подрыва на мине.
- 1935 — эскадренный миноносец типа H HMS Hasty — в 1942 году торпедирован германским торпедным катером S-55, оставлен экипажем, добит эсминцем HMS Hotspur.
- 1935 — эскадренный миноносец типа H HMS Havock
- 1939 — эскадренный миноносец типа Джервис HMS Jaguar (F34) — торпедирован немецкой подводной лодкой U-652 севернее Соллума, 26 марта 1942.
- 1942 — эскадренный миноносец типа I HMS Sultanhisar
- 1957 — фрегат HMS Jaguar (F37)

Клипер «Катти Сарк»
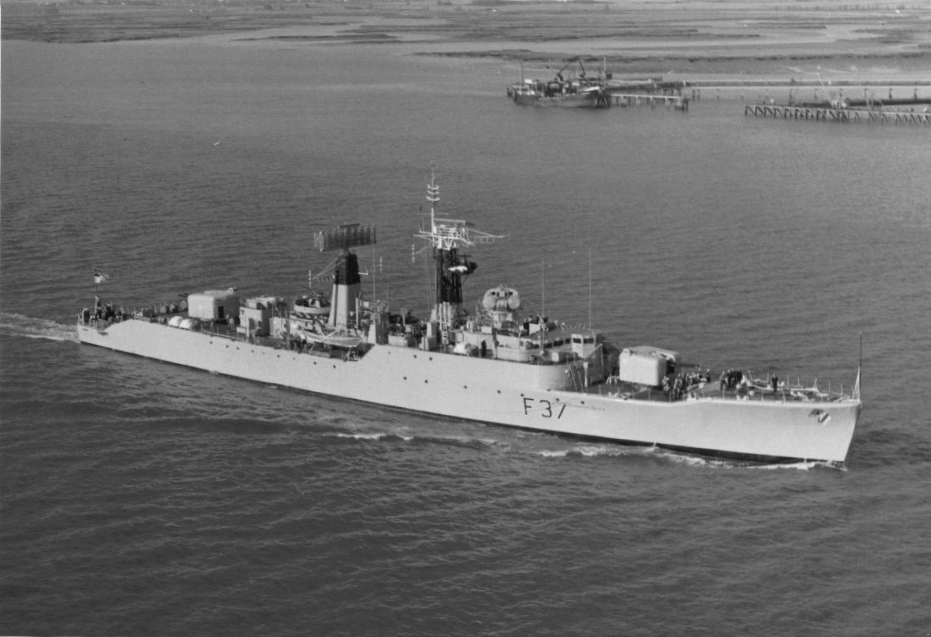
Фрегат HMS Jaguar (F37), построенный верфью в 1957 году
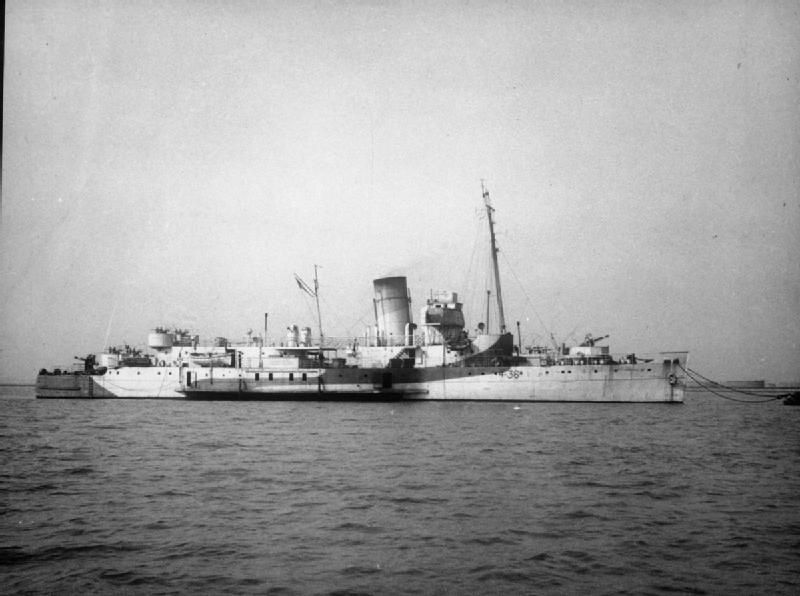
Тральщик HMS Goatfell (бывший «Caledonia»), между 1939-1945 годами.
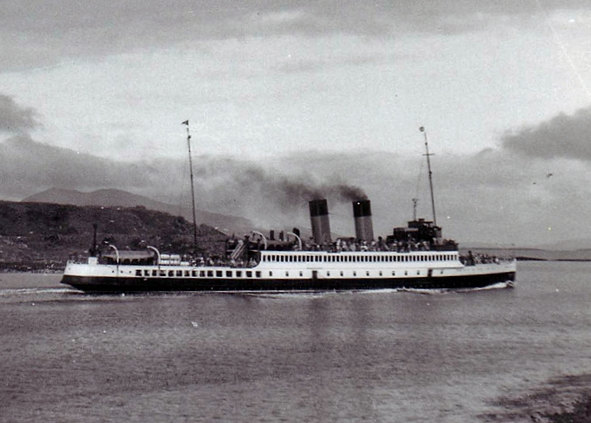
Пароход «King George V», 1967 год